# Synchronous Data Link Control
Synchronous Data Link Control (SDLC) (Synchrone Datenübertragungssteuerung) ist ein herstellerspezifisches bitsynchrones Datenkommunikationsprotokoll für die transparente bitserielle Datenübertragung. Es deckt Schicht zwei der von IBM entwickelten SNA ab. Der Datenaustausch kann über fest geschaltete Leitungen oder über vermittelte Leitungen in den Betriebsarten Halb- oder Vollduplex erfolgen.
Der Übertragungsweg kann als Punkt-zu-Punkt-Verbindung, Mehrpunktverbindung oder als Schleife konfiguriert sein.
SDLC ist die Grundlage für das erweiterte HDLC-Protokoll, welches einen erweiterten Rahmen (Frame) besitzt. Ebenso wie bei HDLC werden auch bei SDLC so genannte Stopfbits zur Kanalkodierung verwendet.
Bei SDLC werden Nachrichten in kurze Rahmen (Frames) mit einheitlichem Format aufgeteilt und übertragen. SDLC hat als wichtigstes Unterscheidungsmerkmal zu dem älteren byte-orientierten Netzwerkprotokoll BSC einen einheitlich formatierten Rahmenaufbau.